# Catasetum boyi
Catasetum boyi är en orkidéart som beskrevs av Rudolf Mansfeld. Catasetum boyi ingår i släktet Catasetum och familjen orkidéer. Inga underarter finns listade i Catalogue of Life.